# Arthur Johnston (skladatelj)
Arthur Johnston, ameriški skladatelj, * 10. januar 1898, † 1. maj 1954.
Med Johnstonova najboljša dela spadajo skladbe »Mandy, Make Up Your Mind«, »Pennies From Heaven« ter še nekatere. Nekaj časa je sodeloval tudi z Irvingom Berlinom, Johnnyjem Burkom, Samom Coslowom in Bingom Crosbyjem.
Johnston in Burke sta bila leta 1936 nominirana za oskarja za najboljšo filmsko skladbo za pesem »Pennies From Heaven«.

## Najbolj zanane skladbe
- »Moon Song (That Wasn't Meant For Me)« — besedilo Sam Coslow
- »Black Moonlight« — besedilo Sam Coslow
- »Cocktails for Two« — besedilo Sam Coslow
- »Lotus Blossom« — besedilo Sam Coslow
- »My Old Flame« — besedilo Sam Coslow
- »Pennies From Heaven« — besedilo Johnny Burke
- »One, Two, Button Your Shoe« — besedilo Johnny Burke